# Вибори в Югославії 2000
Загальні вибори були проведені в Югославії 24 вересня 2000 року. Це були перші вільні вибори в Югославії (Сербії та Чорногорії) після розпаду СФРЮ в 1992 році, і перші вільні прямі вибори будь-якого роду, які проводилися в цій країні з 1927 року.
На президентських виборах офіційні результати спочатку показали, що Воїслав Коштуниця з Демократичної опозиції випередив чинного президента Слободана Мілошевича з Соціалістичної партії Сербії в першому турі голосування, однак не набрав 50,01 відсотків, необхідних, щоб уникнути другого туру виборів. Проте Коштуниця заявив, що він був не тільки попереду, але перевищив 50%-й бар'єр на лише кілька тисяч голосів за поріг, щоб виграти в першому турі. На підтримку Коштуниці спалахнули стихійні акції протесту, і Мілошевич був змушений піти у відставку 7 жовтня, поступаючись постом президента Коштуниці. Були переглянуті підсумки, що Коштуниця дійсно здобув перемогу в першому турі — з 50,2 відсотка голосів.
Уряд і парламент Чорногорії бойкотували вибори. Також вибори не були проведені на більшій частині Косова. У Союзній скупщині Демократична опозиція стала найбільшою партією у Палаті громадян, тоді як Соціалістична народна партія Чорногорії виборола більшість місць у Палаті республік.

## Результати
| Кандидат                                                       | Партія                                                         | Голосів   | Відсоток |
| -------------------------------------------------------------- | -------------------------------------------------------------- | --------- | -------- |
| Воїслав Коштуниця                                              | Демократична опозиція Сербії                                   | 2.470.304 | 50,24    |
| Слободан Мілошевич                                             | Соціалістична партія Сербії                                    | 1.826.799 | 37,15    |
| Томіслав Ніколич                                               | Сербська радикальна партія                                     | 289.013   | 5,88     |
| Воїслав Михайлович                                             | Сербський рух оновлення                                        | 145.019   | 2,95     |
| Міодраг Відочкович                                             | Афірмативна партія Сербії                                      | 45.964    | 0,93     |
| Разом дійсних голосів (відсоток від загального числа голосів)  | Разом дійсних голосів (відсоток від загального числа голосів)  | 4.778.929 | 97,19    |
| Недійсних бюлетенів (у відсотках від загального числа голосів) | Недійсних бюлетенів (у відсотках від загального числа голосів) | 137.991   | 2,81     |
| Всього проголосувало (явка)                                    | Всього проголосувало (явка)                                    | 4.916.920 | 71,55    |
| Виборців                                                       | Виборців                                                       | 6.871.595 |          |